# 石川貞當
石川 貞當（いしかわ さだまさ）は、江戸時代前期の旗本。貞當系石川家は三河国額田郡大島村（現愛知県豊田市追分町）に陣屋が置かれたことから大島石川家（おおじまいしかわけ）とも呼ばれ、その家系は明治維新まで旗本家として続いた。後に江戸水道橋口（現東京都文京区本郷1丁目東京都立工芸高等学校）に屋敷を賜った。

## 生涯
慶長18年（1613年）美濃国大垣藩主であった石川忠総の四男として誕生。母は、堀尾吉晴の娘である。寛永9年（1632年）御書院番となり2百石を賜い、進物番・同組頭となり寛永16年12月（1640年2月）布衣着用を許される。この後御書院番組頭を務め寛永18年1月2日（1641年2月11日）従五位下・阿波守に叙任する。
寛永19年12月（1643年2月）1千8百石が加増され合わせて2千石を知行し、慶安元年10月（1648年12月）世継ぎである徳川家綱附き大番頭となり西の丸に伺候する。慶安3年12月（1651年2月）父忠総が死去した翌年の慶安4年4月4日（1651年5月23日）に父遺領の内より三河国額田郡･加茂郡の内で7千石の分与を受け、先に幕府より賜った2千石を返却する。承応2年6月29日（1653年7月23日）大阪大番として赴任中に死去し、一時弟の総氏が役目を引き継いだ。